# Chroniosuchia
De Chroniosuchia zijn een orde van uitgestorven tetrapoden die leefden van het Midden-Perm tot het Laat-Trias in wat nu Oost-Europa, Kirgizië, China en Duitsland is. Chroniosuchiërs worden vaak beschouwd als reptiliomorfen, maar sommige recente fylogenetische analyses suggereren in plaats daarvan dat ze stam-tetrapoden zijn. Ze hadden allemaal vrij korte ledematen met een sterke staart en een langwerpige snuit, die enigszins op moderne krokodillen leken. De groep wordt traditioneel beschouwd als een onderorde of orde van labyrinthodonten. Chroniosuchiërs hadden waarschijnlijk ecologische niches als roofdieren langs de rivier, en zijn mogelijk weggeconcurreerd door semiaquatische echte reptielen zoals phytosauriërs in het Laat-Trias. De meeste vormen droegen een zwaar pantser van schubben langs de rug, mogelijk ter bescherming tegen op het land levende roofdieren als therapsiden, of om het axiale skelet te versterken voor voortbeweging op het land. De femorale microanatomie van Chroniosaurus suggereert inderdaad dat hij amfibisch tot terrestrisch was.

## Beschrijving
De meest onderscheidende kenmerken van chroniosuchiërs zijn de rijen in elkaar grijpende benige platen, osteodermen genaamd, die van kop tot staart langs hun rug lopen. Het zijn de meest gevonden overblijfselen van chroniosuchiërs. Elk osteoderm is gekoppeld aan een enkele wervel. De osteodermen zijn platte platen die zijn verbonden met de wervelbogen van de wervel door een verlenging van het bot op hun onderoppervlak. De voorste rand van elk osteoderm heeft een paar voorste vleugels die in een inkeping in de achterste rand van het osteoderm ervoor glijden.
Chroniosuchiërs onderscheiden zich van andere vroege reptiliomorfen door het ontbreken van intertemporale botten in de schedel, evenals de aanwezigheid van gaten voor de oogkassen genaamd fenestrae antorbitales. Zoals veel vroege tetrapoden hebben chroniosuchiërs wervels die in drie delen zijn verdeeld: een pleurocentrum en een intercentrum aan de onderkant en een wervelboog aan de bovenkant. Chroniosuchiërs hebben shizomere wervels, wat betekent dat het pleurocentrum het grootste deel van het lichaam van de wervel vormt, terwijl het intercentrum klein en wigvormig is. Uniek is dat de intercentra een bolgewicht vormen met de pleurocentra wat de romp een grote beweeglijkheid moet hebben gegeven.

## Taxonomie
- Familie Bystrowianidae
  - Axitectum
  - Bystrowiana
  - Bystrowiella
  - Dromotectum
  - Hassiacoscutum
  - Jiyuanitectum
  - Synesuchus

- Familie Chroniosuchidae
  - Chroniosaurus
  - Chroniosuchus
  - Ingentidens
  - Jarilinus
  - Madygenerpeton
  - Phratochronis
  - Uralerpeton
  - Suchonica
  - Laosuchus